# Догадайло Віктор Гаврилович
Віктор Гаврилович Догадайло (17 квітня 1960, Київ, УРСР, СРСР) — радянський футболіст, футбольний тренер вищої кваліфікації, член науково-методичної ради Федерації футболу України, почесний працівник фізичної культури та спорту України, арбітр національної категорії.

## Кар'єра гравця
В 1977—1982 роках виступав за клуби СКА (Київ), «Десна» (Чернігів), «Океан» (Керч).

## Кар'єра тренера

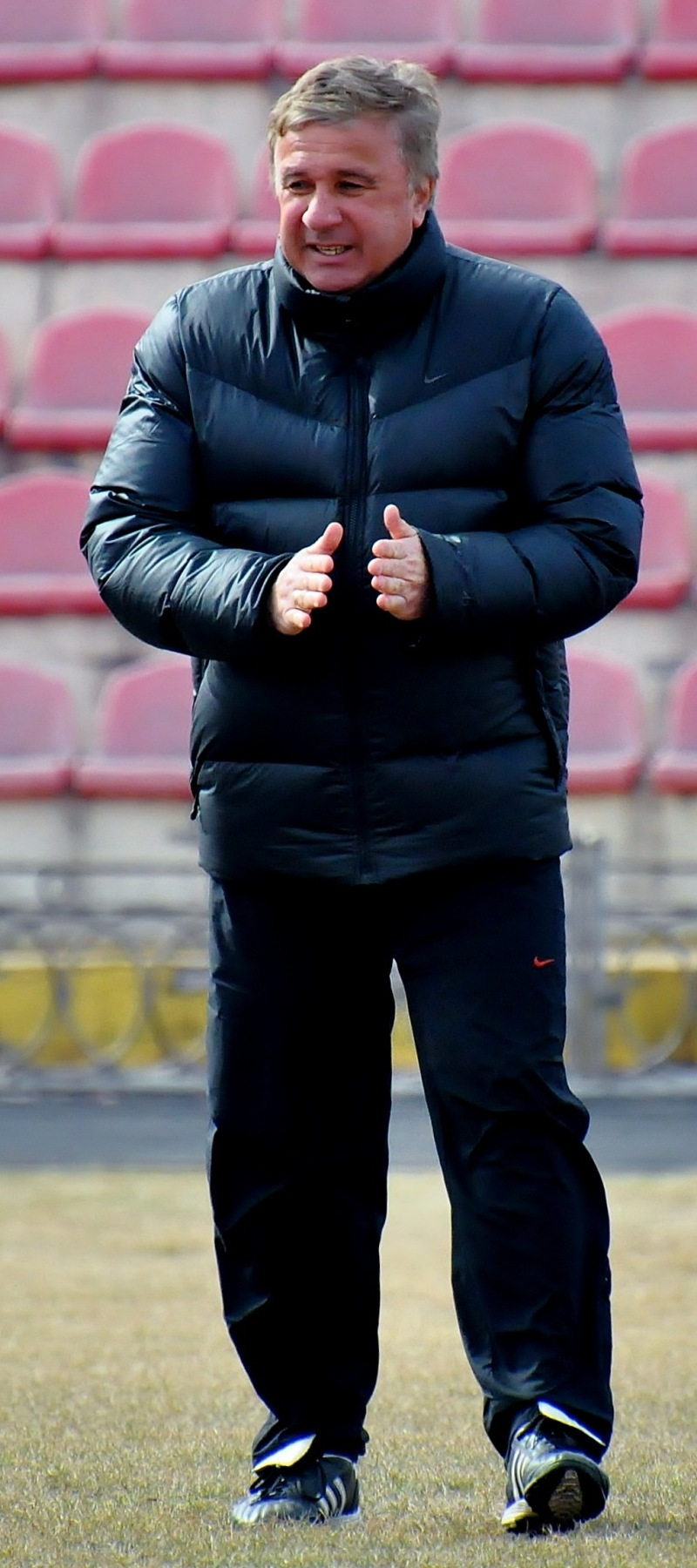

- 1994—1997, 1998—1999 роки  — молодіжна збірна України (U-23): асистент головного тренера.
- 1997—2001 роки — Юнацькі збірні України (U-16 та U-19): асистент головного тренера.
- 2001—2003 роки — ФК «Шахтар» (Донецьк): керівник науково-спортивної аналітичної групи, асистент головного тренера
- 2004—2005 роки — ФК «Шахтар» (Донецьк): заступник спортивного директора.
- 2005—2007 роки — ФК «Чорноморець» (Одеса): тренер, в. о. головного тренера.[2]
- 2007—2008 роки — ФК «Княжа» (Щасливе): головний тренер, спортивний директор.[3]
- 2009 — ФК «Казахмис» (Сатпаєв, Казахстан): головний тренер.
- 2010 — «Зірка» (Кіровоград): старший тренер.[4]
- 2011—2012 роки — ФК «Окжетпес» (Кокшетау, Казахстан): головний тренер.
- 2012 — ФК «Металург» (Запоріжжя): старший тренер.
- 2015—2016 роки — ФК «Заря» (Бєльци, Молдова): старший тренер. в.о. головного тренера
- 2016 —2017 роки ФК «Зірка» (Кропивницький, Україна): спортивний директор. помічник. головного тренера
- 2018—2019 роки — Футбольна Академія «ЛонгХуа» (Шеньчжень,Китай): директор
- 2019—н.ч. — ФК «Десна» (Чернігів): тренер

- Чемпіон України: 2002, 2005 (як асистент)
- Володар Кубка України: 2001, 2002, 2004 (як асистент)
- Срібний призер Чемпіонату України 2001, 2003, 2004 (як асистент)
- Бронзовий призер Чемпіонату України: 2006 (як асистент)
- Переможець Другої ліги України: 2008
- Володар Кубка Молдови: 2016 (як асистент)